# Pallamaglio

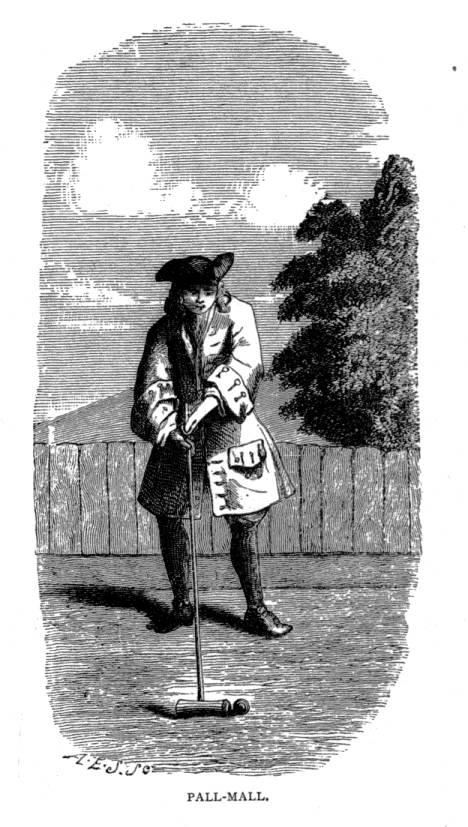
Illustrazione di pallamaglio in una rivista inglese del 1891

La pallamaglio è un antico gioco all'aperto, originario di Napoli, che ha dato origine a numerosi sport moderni, come il golf, il croquet, l'hockey nelle sue varianti e il polo.

## Storia
Uno dei più antichi accenni al gioco della pallamaglio, e alla sua origine napoletana, è di Anton Francesco Grazzini, detto il Lasca. Tale opinione fu ripresa in tempi più recenti dal medico Gerolamo Mercuriale di Forlì. La pallamaglio viene inoltre citata in un elenco di giochi popolari napoletani nella commedia il Candelaio (1582) di Giordano Bruno. La data di prima emersione del gioco nel Regno di Napoli è probabilmente individuabile nel XII secolo.
Diffusosi da Napoli in tutta Italia, il gioco travalicò i confini della penisola, prendendo piede prima in Francia sotto il nome di palle malle e poi in Irlanda. Giunto in Inghilterra nel XVII secolo, vi fu localmente denominato pall mall.
Nato probabilmente come gioco popolare, la pallamaglio divenne ben presto diffusa negli strati nobiliari della popolazione. Dato che per giocarlo servivano grandi aree, ebbe inoltre una notevole influenza nella toponomastica e nell'organizzazione degli spazi di diverse città europee.
A Parigi Luigi XIV fece costruire un campo da pallamaglio nel giardino delle Tuileries, dove spesso si dilettava a giocare con nobili e cortigiani. A Londra Carlo II d'Inghilterra giocava in un ampio spazio denominato Pall Mall, la quale è oggi un'importante arteria cittadina. Altre vie di città europee portano tuttora nomi che li identificano come luoghi in cui si praticava tale gioco, Maliebaan a Utrecht, Palmaille ad Amburgo, e le via Pallamaglio a Modena e a Torino. Dopo la partita, il campo è stato utilizzato per vendere varie cose. Nel ventesimo secolo, negli Stati Uniti, nasce il centro commerciale "mall", luogo dove si compra tutto quello che vuoi.

## Il gioco
Gli attrezzi necessari al gioco erano una palla compatta, solitamente di legno, ed una mazza terminante in una testa a martello con le estremità piatte (maglio). Scopo del gioco era colpire la palla con la mazza indirizzandola lungo un percorso determinato o verso un buco. Le forme di gioco riguardo al numero di giocatori erano queste:
- 1 contro 1
- 4 contro 4
- 6 contro 6
- 18 giocatori che giocavano individualmente ossia tutti contro tutti.